# شیخ‌بیگلو
شیخ‌بیگلو یکی از روستاهای استان آذربایجان شرقی است که در دهستان عباس غربی بخش تیکمه‌داش شهرستان بستان‌آباد واقع شده است. پس از جنگ‌های داخلی در ایران و سهم خواهی اقلیت سیاسی و مذهبی و نا امن شدن منطقه، اهالی این روستا از تیکمه داش به حومه جلفا و در روستایی بنام چایکسن سکنی گزیدند. روستای چایکسن در برخی از تقسیم‌بندی‌ها به اشتباه از روستاهای مربوط به بخش یکانات شهرستان مرند عنوان می‌گردد که با بررسی جغرافیایی، اهالی و زبان و گویش آنها، مشخص می‌گردد که این روستا جزو روستای مرزی بین شهرستان جلفا و مرند به حساب می‌آید به نوعی که از شهرستان جلفا تا این روستا ۳۵ کیلومتر فاصبه وجود دارد اما در مقابل از مرند تا روستای چایکسن نزدیک به یک ساعت باید مسافت طی شود و همین‌طور باید خاطر نشان کرد که در زمان ارباب رعیتی در دوران قبل انقلاب، تنها روستای منطقه که اربابی در آن وجود نداشته بود، روستای چایکسن به چشم می‌خورد.
نکته قابل تأمل و مورد بررسی که به چشم می‌خورد شباهت شهرت (نام خانوادگی) بین طایفه شیخلو و شیخ بیگلو (شیخ بگلو-شیخ بکلو) می‌باشد که می‌توان این تفاوت را در لهجه و گویش و همین‌طور آداب و رسوم آن دو مشاهده کرد لازم به توضیح است که طایفه شیخلو یکی از طایفه‌های معروف محال یکانات شهرستان مرند به حساب می‌آید درحالی‌که طایفه شیخ بگلو مختص روستای چایکسن و قرابتی با محال سرسبز یکانات ندارد. این روستا تا سال ۱۳۹۵ بالغ بر ۲۰ خانوار و به صورت متغیر بین ۴۰ الی ۸۰ نفر جمعیت در آن در حال زندگی هستند. در کنار طایفه شیخ بگلو، طایفه حسن بگلو نیز یکی دیگر از طایفه‌های بزرگ این روستا به‌شمار می‌رود که به دلیل شباهت در بخش دوم نام خانوادگی آنها، قرابت بین آنها دور از انتظار نبوده و احتمالاتی در خصوص وجود دو طایفه بیگلو و تقسیم آن به شیخ و حسن می‌تواند مورد بحث تاریخ شناسان محلی قرار گیرد.